# Domenico di Zanobi
Domenico di Zanobi est un peintre italien contemporain de Fra Filippo Lippi. Il est assistant de ce dernier t à Florence et à Prato. Sa période d'activité documentée va de 1460 à 1481 ; c'est donc un peintre du quattrocento (XVe siècle italien).
Le peintre fut connu également sous le nom de convention Maître de la Nativité Jonhson  à cause d'une œuvre conservée à Philadelphie et qui lui fut attribuée en 1992 par Cristina Acidini Luchinat.
L'historien de l'art Bernard Berenson l'a considéré comme un suiviste de Cosimo Rosselli.

## Biographie
Domenico di Zanobi figure, avec d'autres peintres, dans l'entourage de Filippo Lippi,  d'Alesso Baldovinetti et  de Pesellino. Sa présence est documentée à Prato en 1460. Il retourne  à Florence, et entre dans l'atelier d'Ucello, via delle Terme, et collabore avec plusieurs artistes dont  Filippino Lippi et Domenico di Michelino ; son style évolue au contact des œuvres d'Andrea del Castagno, Alesso Baldovinetti et Sandro Botticelli. Dans des tableaux, prisée des commanditaires florentins de l’époque, de la Vierge à l'Enfant, il  réinterprète à de nombreuses reprises la composition : elle peut comporter quatre personnages, la Vierge et l’Enfant, entourés de saint Jean-Baptiste en prière, et surmontés d’une figure du Père et de la colombe du Saint-Esprit, où au contraire représenter une Nativité, avec les attributs usuels de l'âne et du bœuf.

## Œuvres

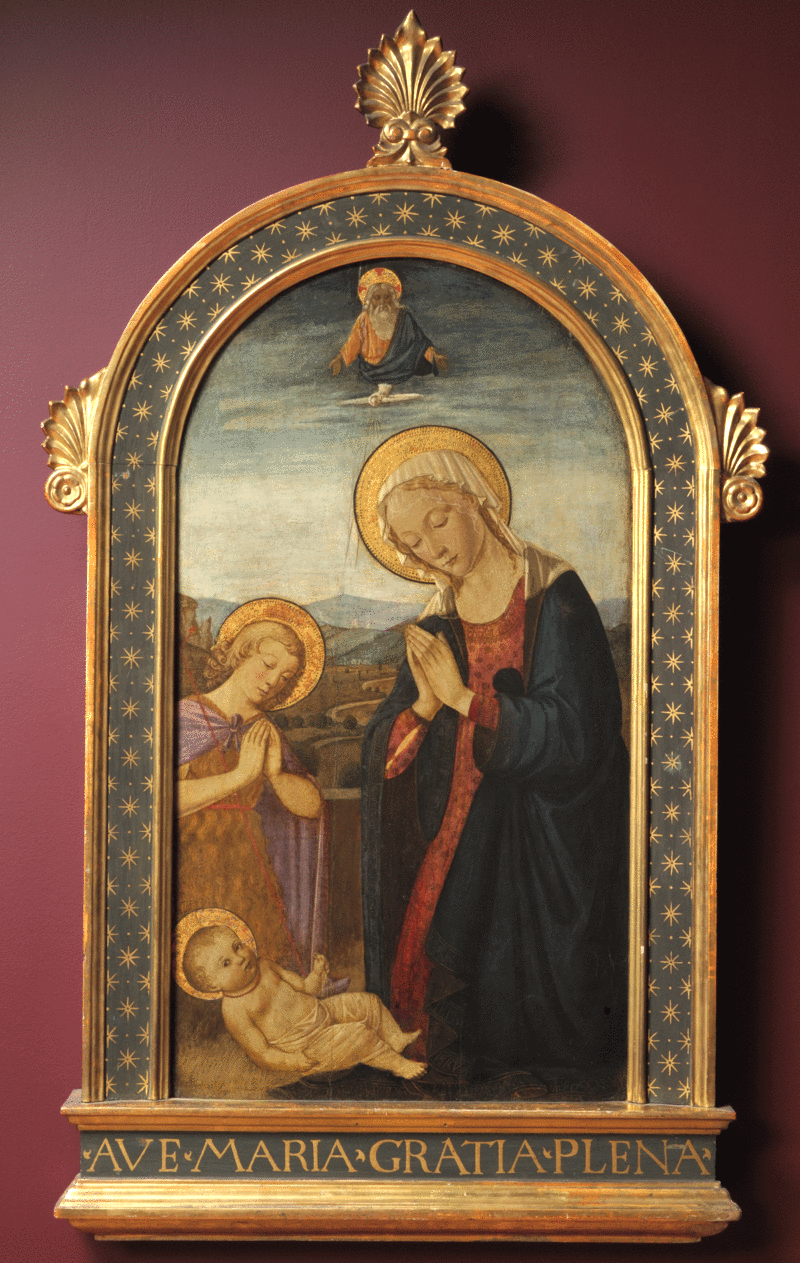
Vierge et saint Jean-Baptiste adorant l'Enfant Jésus, musée des Beaux-Arts d'Angers.

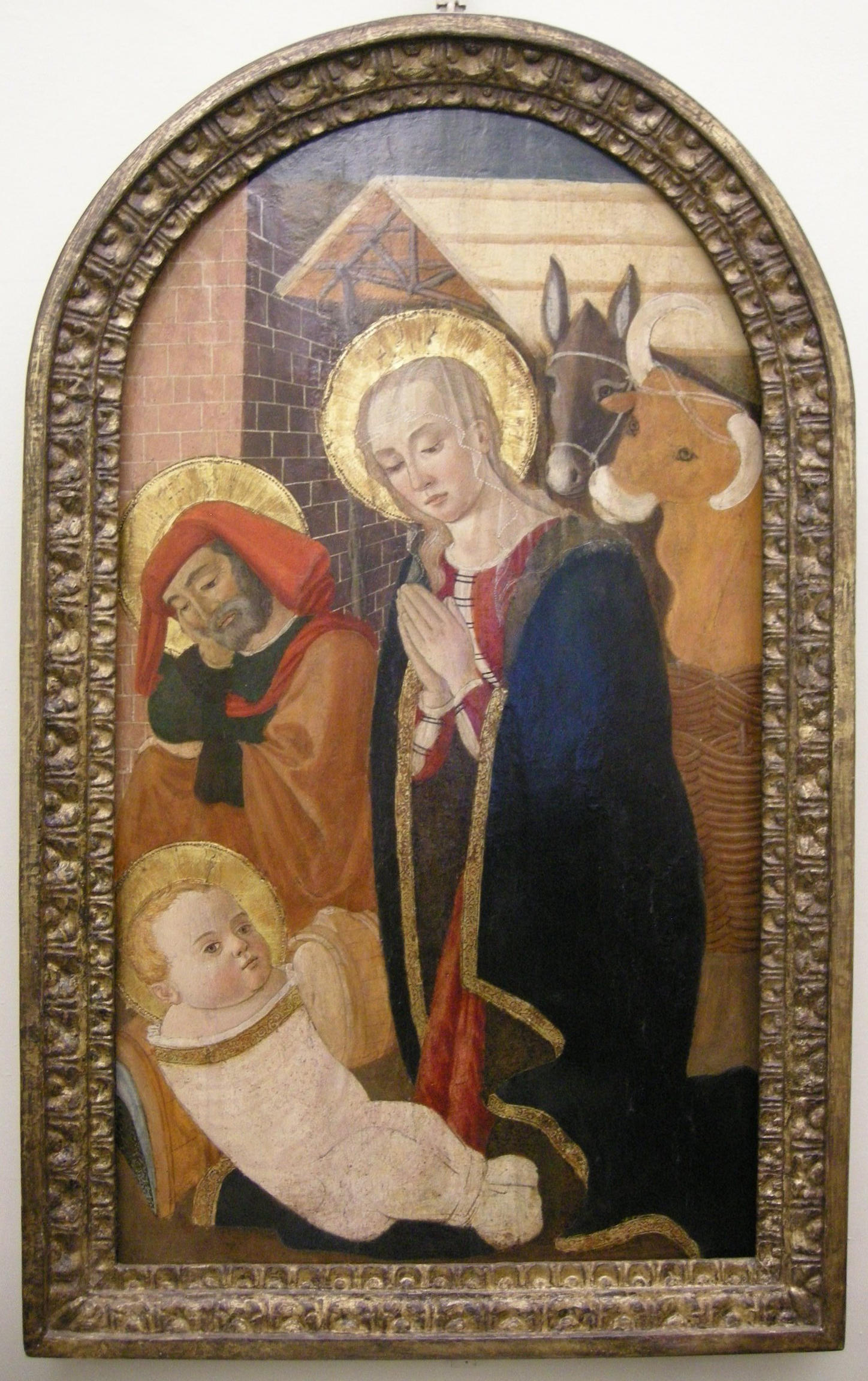
Nativité, Casa Siviero, Florence

- Madonna del soccorso, Basilique Santo Spirito (Florence)
- Nativité avec saint Georges et saint Vincent Ferrer (avec Fra Filippo Lippi)[1]
- Vierge adorant l'Enfant, entourée de saint Jean-Baptiste, Joseph et Annonciation aux bergers[2]
- La Vierge et saint Jean-Baptiste adorant l'Enfant Jésus, 0,92 × 0,51 cm, MNR00244, Musée des Beaux-Arts d'Angers[3],[4]
- Couronnement de la Vierge (1480), collection de l'Arciconfraternita della Misericordia San Miniato
- Musée de l'œuvre du Duomo de Prato
- Annonciation, Sala del Maestro della Madonna Johnson, Casa Rodolfo Siviero[5], Florence
- Annunciazione con San Giuliano (1465-1470), tempera sur tableau  de 66,5 cm × 45,6 cm (longtemps attribuée à Fra Filippo Lippi), musée civique de Prato.
- Desco da parto avec un putto et les armes des Albizi et Soderini au verso (1450 - 1475), tempera sur tondo de 71,5 cm, Musée Horne, Florence